# Пчельник (Челябинская область)
Пче́льник — хутор в Пластовском районе Челябинской области. Входит в Пластовское городское поселение.

## География
Расположен в 9 км от города Пласт.

## Население
| 2002 | 2009 | 2010 | 2011 | 2012 | 2013 | 2014 |
| ---- | ---- | ---- | ---- | ---- | ---- | ---- |
| 45   | ↘2   | ↗34  | ↘33  | →33  | →33  | ↘32  |
| 2015 | 2016 | 2017 | 2018 | 2019 | 2020 | 2021 |
| ↗36  | ↗40  | ↘39  | ↘36  | →36  | ↗37  | ↘0   |

Гендерный состав
По данным Всероссийской переписи 2010 года численность населения хутора составляла 34 человека (16 мужчин и 18 женщин).

## Улицы
Уличная сеть хутора состоит из 1 улицы.